# Distrikt Huayllabamba (Sihuas)
Der Distrikt Huayllabamba liegt in der Provinz Sihuas in der Region Ancash in West-Peru. Der Distrikt wurde am 26. Januar 1956 gegründet. Er besitzt eine Fläche von 277 km². Beim Zensus 2017 wurden 3762 Einwohner gezählt. Im Jahr 1993 lag die Einwohnerzahl bei 4429, im Jahr 2007 bei 4227. Die Distriktverwaltung befindet sich in der 3318 m hoch gelegenen Ortschaft Huayllabamba mit 350 Einwohnern (Stand 2017). Huayllabamba liegt 7 km ostnordöstlich der Provinzhauptstadt Sihuas.

## Geographische Lage
Der Distrikt Huayllabamba liegt im zentralen Südosten der Provinz Sihuas. Im Süden wird der Distrikt von den Flüssen Río Sihuas und Río Rupac begrenzt.
Der Distrikt Huayllabamba grenzt im Südwesten an den Distrikt San Juan, im Westen an die Distrikte Sihuas und Ragash, im Norden an den Distrikt Chingalpo, im Nordosten an die Distrikte Quiches und Alfonso Ugarte, im Südosten an den Distrikt Parobamba (Provinz Pomabamba) sowie im Süden an den Distrikt Sicsibamba.